# بريجيتا جونسدوتير
بريجيتا جونسدوتير (بالآيسلندية: Birgitta Jónsdóttir)‏ هي سياسية لاسلطوية وشاعرة وناشطة آيسلندية ولدت في يوم 17 أبريل 1967 في ريكيافيك عاصمة آيسلندا هي ابنة المغنية بيرغبورا أرنادوتير، هي عضوة سابقة في مجلس ألثينغي، حيث مثلت حزب القراصنة، عرفت بدفاعها عن حرية النشر ودفاعها عن ويكيليكس ومؤسسها جوليان أسانج.

## روابط خارجية
- بريجيتا جونسدوتير على موقع IMDb (الإنجليزية)
- بريجيتا جونسدوتير على موقع مونزينجر (الألمانية)